# Jesus Costa Lima
Jesus Costa Lima ComMM (Itaiçaba, 2 de fevereiro de 1926 – Brasília, 9 de fevereiro de 2002) foi um advogado e jurista brasileiro. Foi ministro do Superior Tribunal de Justiça (STJ) nomeado pelo governo Figueiredo.

## Biografia
Formou-se em Direito em 1952 na Universidade Federal do Ceará. A partir daí, começou sua carreira como Juiz nas comarcas de Santana do Acaraú, Cedro, Fortaleza e Crato. Depois foi Juiz Federal substituto e, posteriormente, Juiz Federal titular. Foi ainda um dos fundadores da Associação dos Juízes Federais do Brasil (Ajufe). Sua carreira chegou ao topo quando se tornou ministro do Superior Tribunal de Justiça após a Constituição de 1988. Era um adepto da tecnologia e se notabilizou como pioneiro da central de informática do STJ.
Dá nome ao fórum de Aracati e a uma ala do STJ onde estão os computadores centrais do tribunal.
Em 1993, como ministro, Lima foi admitido pelo presidente Itamar Franco à Ordem do Mérito Militar no grau de Comendador especial.
Filho de João Barbosa Lima (primeiro prefeito eleito de Itaiçaba) e Odila Costa Lima, Jesus foi casado com Rosita Barbosa Lima com quem teve sete filhas: Fátima Regina, Ângela Maria, Maria Cristina, Maria Sueli, Rita de Cássia, Catarina e Tereza Verônica. É irmão do ex-deputado estadual Jeová Costa Lima e tio do ex-presidente do Fortaleza Esporte Clube João de Deus Costa Lima.